# Chelicerca esteli
Chelicerca esteli is een insectensoort uit de familie Anisembiidae, die tot de orde webspinners (Embioptera) behoort. De soort komt voor in Nicaragua.
Chelicerca esteli is voor het eerst wetenschappelijk beschreven door Ross in 2003.